# VisSim
VisSim ist eine grafische Blockdiagramm-Programmiersprache für die Simulation von dynamischen Systemen. VisSim kombiniert eine grafische Benutzeroberfläche für die Erstellung von Blockdiagrammen mit einem Modellierungs-Systemkern. Es wurde von Visual Solutions, einer amerikanischen Firma in Massachusetts entwickelt.

## Applikation

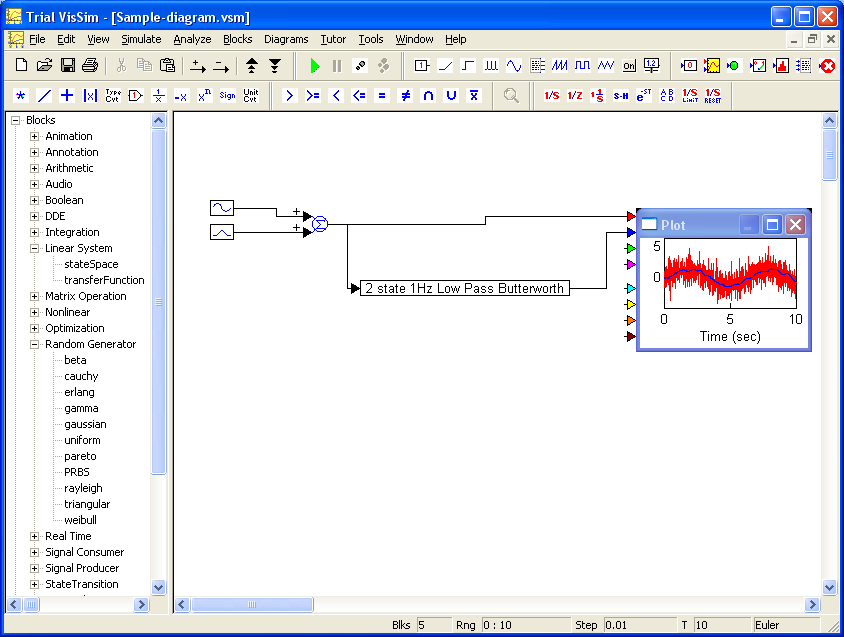
VisSim-Bildschirm mit einfachen Blockdiagramm.

VisSim kann in der Mess- und Regelungstechnik eingesetzt werden. Die Simulationsmöglichkeiten ermöglichen die Erprobung von Prototypen und Simulationsaufgaben in der Automatisierung der Industrie. Beispiele sind die Verbesserung von Elektromotoren, PID-Regler und spezielle Hardware (Motherboards). Es ist möglich, mehrere Ebenen zu nutzen, um hierarchische Diagramme zu erstellen. Dies ermöglicht eine virtuelle Fabrik-Modellierung. Die Import- und Export-Funktionen von VisSim ermöglichen den Austausch von Daten in Echtzeit mit anderen Anwendungen. Die Export-Funktion kann auch dazu verwendet werden, um C-Quellcode für den Einsatz in Zielgeräte (Flash-Methode) oder Legacy-Systemen zu generieren.
VisSim wird verwendet, um blockdiagrammbasiertes Modellieren in der Entwicklungsprojekte für produzierende Unternehmen zu verkürzen. Modellierung und Simulation komplexer, nichtlinearer Systeme findet Anwendung in der Luft- und Raumfahrttechnik, Medizintechnik, Automobilindustrie, Kommunikations- und Nachrichtentechnik. VisSim („Visual-Simulation“) wird auch in der Transport-Industrie verwendet, darf aber nicht mit VISSIM („Verkehr In Städten – SImulationsModell“) verwechselt werden.

## Model Exchange
Zu Demonstrationszwecken ist es möglich, Modelle gemeinsam mit anderen mit dem Viewer zu betrachten, einer kostenlosen Laufzeitversion von VisSim, die ausschließlich zur Anzeige verwendet werden kann. Der VisSim Viewer ermöglicht Benutzern die Weitergabe von VisSim-Modellen und -Simulationen an Personen, die über keine Lizenz von VisSim verfügen. Die Integrität der Modelle bleibt gewährleistet, da mit der schreibgeschützten Version keine Änderungen an der Verdrahtung oder der Modellstruktur durchgeführt werden können. Empfänger des Viewers können jedoch Block- und Simulationsparameter ändern, Verstärkungen optimieren, interaktive „Was-wäre-wenn“-Szenarien ausführen und Histogram-, Plot- und stripChart-Blöcke anpassen.

## Model Based Design

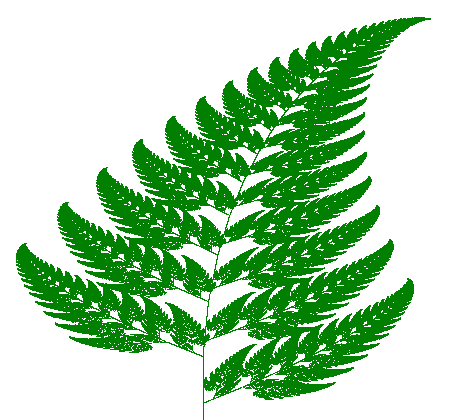
Fraktale in der Form eines Farn, mit VisSim-Modell gebaut.

Modellbau ist eine visuelle Art der Schilderung einer Situation. Obwohl ursprünglich für den Einsatz von Ingenieuren entwickelt, kann VisSim für jedes mathematische Modell verwendet werden. Model Based Design bezeichnet die Verwendung von Modellen und Generatoren zur Verbesserung der Systementwicklung. VisSim bietet die Möglichkeit, Systemmodelle direkt an echte Prozessoren und Controller anzubinden, um auf diese Weise Hardware-in-the-Loop-Simulationen und Validierungen in Echtzeit durchzuführen.

## VisSim add-ons
- Physical layer Kommunikation Systemsimulation (modulators, encoders, PLLs, Costas Loop, BPSK, QPSK, DQPSK, QAM, Bit Error Rate (BER), Augendiagramm, Viterbi-Algorithmus, Reed-Solomon-Code usw.)
- Frequentiedomein analyse (Bode-Diagramm, Wurzelortskurve, Nyquist plot)
- CAN-bus (Controller Area Network) packet read&write
- C (Programmiersprache) Code-Generierung konvertiert VisSim-Modelle automatisch in hochgradig optimierten ANSI C-Code, der auf beliebigen Plattformen, die einen ANSI C-Compiler unterstützen, kompiliert und ausgeführt werden kann.[1]
- Elektromotor Simulation Laufzeitbibliothek für Wechselstrom-Induktions-, EC- und Schrittmotoren
- Neural Networks
- Mithilfe von OPC (OLE for Process Control) können Sie problemlos Daten protokollieren und virtuelle Reglerstrecken in VisSim ausführen, um eine Offline-Feinabstimmung oder ein Operatortraining durchzuführen.
- Globale Optimierung der Systemparameter berechnet die optimalen Werte für Entwurfsvariablen, die vom Benutzer eingeschränkt werden können.
- Echtzeit-Analog-Signal- und Digital-I / O unter Windows
- Fixpunkt (Mathematik) blockset simulieren des Verhaltens von Festkommaalgorithmen vor der Codegenerierung bzw. Implementierung des Algorithmus auf Festkommahardware. Sie können Festkommaalgorithmen wie Controller und Filter zusammen mit Festkommakomponenten wie Modellen von Motoren oder Verstärkern modellieren, um deren Verhalten in einem „virtuellen“ Systemprototypen zu validieren.
- Embedded-System-Targeting für den Texas Instruments C2000 und MSP430 chips. Unterstützt On-Chip-Peripherie wie serielle Ports, CAN, PWM, Quadrature Encoder Pulse (QEP), Event Capture, Serial Peripheral Interface Bus (SPI), I²C, Analog-Digital-Umsetzer (ADC), Digital-Analog-Umsetzer (DAC), und GPIO.